# Тепле (Щастинський район)
Те́пле (Верхньо-Тепле) — село в Україні, у Нижньотеплівській сільській громаді Щастинського району Луганської області. Населення становить 920 осіб. До 2018 року орган місцевого самоврядування — Теплівська сільська рада.

## Історія
У 1932–1933 роках Верхньотеплянська та Нижньотеплянська сільські ради постраждала від Голодомору. За свідченнями очевидців кількість померлих склала щонайменше 211 та 73 особи відповідно.
Упродовж війни на сході України село потрапило до зони бойових дій. 13 січня 2015 року поблизу Теплого збройні формування ЛНР на фугасі підірвали вантажівку «Урал» українських силовиків, двоє військових 80-ї аеромобільної бригади зазнали важких поранень.

## Населення
За даними перепису 2001 року населення села становило 920 осіб, з них 10,98 % зазначили рідною мову українську, 88,7 % — російську, а 0,32 % — іншу.

## Відомі люди
Уродженцем села є Мустакімов Георгій Степанович — художник, працює в царині живопису та графіки, член НСХУ.